# Kanton Calais-Est
Kanton Calais-Est (francouzsky Canton de Calais-Est) byl francouzský kanton v departementu Pas-de-Calais v regionu Nord-Pas-de-Calais. Tvořily ho dvě obce. Zrušen byl po reformě kantonů 2014.

## Obce kantonu
- Calais (východní část)
- Marck